# Eugenia stereophylla
Eugenia stereophylla là một loài thực vật có hoa trong Họ Đào kim nương. Loài này được Urb. mô tả khoa học đầu tiên năm 1923.